# Coandă-1910
Aeronava Coandă-1910 a fost un avion neconvențional conceput, proiectat și construit de inginerul si inventatorul român Henri Coandă pe cand avea numai 24 de ani.
În ciuda declarațiilor sale, din cauza unor importante defecte de design, aeronava lui Henri Coandă nu a putut decola niciodată, astfel că primii creatori ai unor avioane funcționale propulsate cu un turboreactor sunt considerați a fi Hans von Ohain și Frank Whittle.
Avionul a fost expus de către acesta la cea de-al II-lea Salon Aeronautic din Paris, în noiembrie–decembrie 1910.
Aparatul era unul de tip biplan cu două locuri, cu propulsor fără elice, cu turbină (suflanta centrifuga).

## Structură
Avionul avea fuzelajul de lemn, acoperit cu placaj subțire. Secțiunea fuzelajului era triunghiular-rotunjită, având elementele de direcție situate în coada ce era de forma crucii Sfântului Andrei.
Dimensiunile aripilor erau inegale. Profilul aerodinamic a fost cel ales ca cel mai bun dintre cele testate. Pe intrados prezenta cuțite aerodinamice ce canalizau curgerea aerului. Tren de aterizare avea două roți și câte o patină în față și în spate

### Comandă, stabilitate și control
Centrul de greutate era plasat sus pentru facilitarea virajelor, iar aripa superioară era deformabilă elastic la capete pentru efectuarea de manevre laterale. Controlul direcției pe verticală și orizontală era dat de ampenajul în forma crucii Sf. Andrei, ce era comandat de două roți/volane manevrate din cabina pilotului.
Controlul era realizat prin intermediul a două volane diferențiale care mișcate simultan controlau direcția sus-jos, iar acționate diferențial acționau direcția stânga-dreapta.

### Propulsor

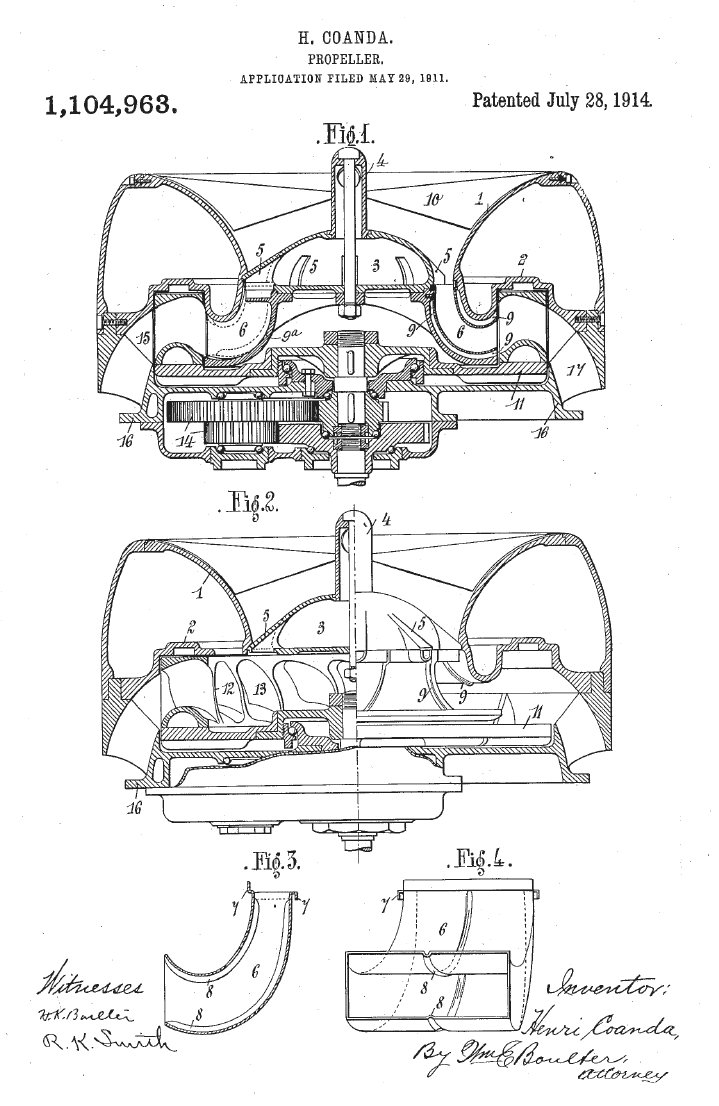
Patentul invenției

Propulsorul a fost denumit de Henri Coandă la vremea aceea turbopropulsor, era un compresor centrifugal conform terminologiei actuale.
Motorul era unul termic cu piston, tip CLERGET 50CP cu 4 cilindri în linie + multiplicator de turație de minimum 4000 RPM + turbina (suflanta centrifugă) + injectoare și arzătoare (conform spuselor ulterioare ale lui H. Coandă dar nedocumentate).
Turbopropulsorul Coandă 1910 era conceput să genereze forță prin accelerarea unei cantități de aer pusă în mișcare de o suflantă centrifugă și era situată în interiorul unui carenaj tronconic. Turbina era precedată de un aparat director care nu se rotea, format din 15 palete fixe curbate în sens orar, care se vede în toate pozele cu vederea din față a aparatului. După 1956 Henri Coandă afirma că după turbină (în avalul său) existau două zone de postcombustie, sub forma a două “tubulări de reacție”, situate în “amândouă părțile” fuzelajului în interiorul aceluiași carenaj tronconic. În aceste “tubulări” ar fi avut loc injectarea și arderea unui combustibil care producea “flăcări așa de puternice” încât se genera  “o temperatură care se simțea foarte tare” încât a fost necesar să “acopere aceste flăcări, atât dedesubt cât și deasupra cu două plăci de mică”.
Nu există o altă dovadă a existenței acestor „tubulări de reacție” în afara propriilor declarații înregistrate ale lui Henri Coandă în 1956.
Caracteristicile tehnice ale turbopropulsorului așa cum sunt indicate în pliantul de prezentare al avionului, erau: diametrul de 0,5 m, adâncimea de 1,1 m, turația minimă a turbinei 4.000 RPM, tracțiune de 50 CP (220 kgf).
Coandă a susținut în 1956 că a testat aparatul pe 16 sau 18 decembrie 1910 iar în 1967 că testul a fost efectuat pe 10 decembrie. Cu ocazia testării  Coandă a constatat un fenomen cunoscut astăzi sub numele de efectul Coandă. Acesta relata în interviu: „...Atuncea s-a petrecut ceva extraordinar. Flăcările jeturilor, în loc să iasă direct au început să se abată, să vie contra fuzelajului. Ori, fuzelajul era de lemn...” Avionul s-a prăbușit și a ars, iar Coandă a scăpat deoarece nu purta centură și a fost aruncat afară la impact.
Nu au putut fi găsite confirmări în presa vremii pentru acest zbor, singura referință fiind în revista Flight că la mijlocul lui decembrie 1910 nu s-a zburat pe aeroportul Issy datorită vremii nefavorabile.
În numărul din 20 octombrie a aceleiași reviste se menționează că avionul a fost cumpărat de Charles Terres Weymann.